# José Fernández de Velasco y Sforza
José María Fernández de Velasco y Sforza (Madrid, 2 de julio de 1910 – 8 de mayo de 1986) fue un aristócrata e historiador español.

## Biografía
Era hijo de Guillermo Fernández de Velasco Balfe, XVII duque de Frías, y de Carolina Sforza-Cesarini. A la muerte de su padre en 1937 heredó su título. Se casó con María de Silva y Azlor de Aragón y no tuvieron hijos. Poseía también los títulos de conde de Alcaudete, conde de Fuensalida y marqués de Berlanga. Fue condecorado con la gran cruz de Honor de la Orden de Malta y la Orden de Isabel la Católica . 
Publicó artículos en revistas especializadas utilizando como base el archivo de su familia. En 1974 entró en la Real Academia de la Historia. Gracias a su mecenazgo se catalogó el archivo del castillo de Montemayor (provincia de Córdoba).